# El prat de San Isidro
El prat de San Isidro - en castellà La pradera de San Isidro - és una de les obres més comentades i valorades de Francisco de Goya, realitzada el 1788. Es tracta d'un esbós pintat per a una sèrie de cartrons per a tapissos destinats a la decoració del dormitori de les infantes del Palau de El Pardo. Amb la mort de Carles III el projecte va quedar inacabat, i el quadre, que anava a mesurar set metres i mig de longitud, va quedar en aquest deliciós apunt. El petit quadre va passar a propietat dels ducs d'Osuna fins al 1896, any en què va ser adquirit pel Museu del Prado.
En ell es mostra una vista de Madrid des de l'ermita de San Isidro, patró de la ciutat, el dia de la romeria. L'assumpte de l'obra, en paraules del mateix autor al seu amic de la infància Martín Zapater és la prat de San Isidro, el mateix dia del sant, amb tot l'enrenou que en aquest esdeveniment acostuma a haver. Com és tradicional, després de la missa la multitud se cita a les suaus vessants per gaudir d'un temps d'esbarjo. Goya aprofita per mostrar una vista de Madrid a l'altre costat del riu Manzanares, en un dels pocs motius de paisatge sortits de la mà de l'artista. En ell s'aprecien en la llunyania la gran cúpula de la Real Basílica de San Francisco el Grande i la mola del llavors nou Palau Reial. En primer terme un grup molt dinàmic de figures de conversen animadament i després d'ells, i a la vora, en el pla intermedi, es veu l'algaravia de la multitud més i més diminuta perdent-se a l'esquerra a la vora del riu.
Aquest esbós per a un cartró pertany a una sèrie per a la decoració del Palau de El Pardo els temes havien de ser els ambients campestres i les diversions a l'aire lliure. En aquest conjunt s'inclouen L'ermita de San Isidro, El berenar, i La gallina cega, que és l'únic del que es va completar l'oli sobre tela definitiu. El quadre presenta, en unes dimensions molt petites, una gran sensació d'espai, ja que en ell apareix una gran massa de gent, que correspon a l'algaravia del dia festiu. Aquest caràcter es veu accentuat per la gamma de tons blancs, rosats, verds i blaus, esquitxat aquí i allà per alguna pinzellada vermella per donar varietat en els vestits d'algunes de les petites figures. En aquest quadre utilitza Goya una impressió de gamma freda, tot innovant pel que fa a la seva primera època d'aprenentatge al taller de José Luzán (i que mantindria per molt temps) quan la preparació era sempre a base de terres vermelles, l'anomenada «terra a Londres», que amb l'efecte de veladura donava lloc a transparències torrades a causa de l'excés d'oli. Tot això feia que l'obra de la seva primera època adoptés colors suaus, calents, torrats. Aquí predominen els ors venecians, perles, grisos i rosats. No obstant això, la zona intermèdia està resolta en tons foscos, el que centra la mirada en profunditat deixant als personatges del primer pla com un marc.
El més notable és la profunditat d'aquesta vista, i per això tenim la perspectiva, possiblement la de l'emplaçament que Goya va usar captant la imatge del natural des dels suaus turons dels voltants de l'ermita del sant patró. Des d'allà albirem el riu que és a la riba; els romers venen i van presumiblement a través del pont de barques del centre de la imatge, el que donava el pas directament cap a la zona de l'ermita. Al marge dret s'aprecia la baixada del carrer de Toledo que dona pas al sòlid pont homònim, i a l'esquerra, el de Segòvia. Tota la topografia és realista, fet poc habitual en la pintura de Goya, que deixava indefinits els paisatges de fons, imprecisos o esbossats i que complien la funció de no distreure i ressaltar l'assumpte central. És aquest un cas únic perquè els recursos van dirigits a aprofundir en el paisatge. Així, una mica a la dreta del centre i a la vora del riu es destaquen dos majos i dos majes ballant, que queden retallats en negre, el que contrasta amb el corrent clara del riu. Són d'una mida més gran que alguns dels personatges situats en el seu mateix pla; d'aquesta manera Goya transgredeix els principis del realisme naturalista per aplicar els efectes necessaris perquè l'art embelleixi la natura, com dictava el neoclassicisme. Així mateix, organitza al seu gust la il·luminació, deixant aquestes quatre figures en l'ombra, perquè el contrast de tons sigui més gran.